# جیمز ارل ری
جیمز ارل ری (انگلیسی: James Earl Ray؛ ۱۰ مارس ۱۹۲۸ – ۲۳ آوریل ۱۹۹۸) یک آدم‌کش اهل ایالات متحده آمریکا بود. وی متهم به قتل مارتین لوتر کینگ جونیور بود.
هنگام ارتکاب این قتل او ۴۱ سال داشت. در دادگاه به اعدام محکوم شد.
سپس او به زندان محکوم شد و اعتراف خود را پس گرفت و تلاش کرد که مجدد مورد محاکمه قرار گیرد ولی ناموفق ماند.
نهایتاً در زندان در اثر بیماری مرد. او ۲۹ سال زندانی بود.